# Valvation
Valvation (von lat. valere = bewerten) ist ein älterer Ausdruck für die Münztarifierung und bedeutet die offizielle staatliche Festlegung des Wertes älterer eigener und fremder Münzen in der gültigen eigenen Währung.
Die Verzeichnisse der betreffenden Münzsorten wurden als Valvationstabellen bezeichnet. Das waren vergleichende Münztabellen, die den Umrechnungskurs ausländischer und historischer eigener Münzen zu Landesmünzen vorschrieben. Sie waren Vorläufer der Kurszettel.